# Pippi Langkous

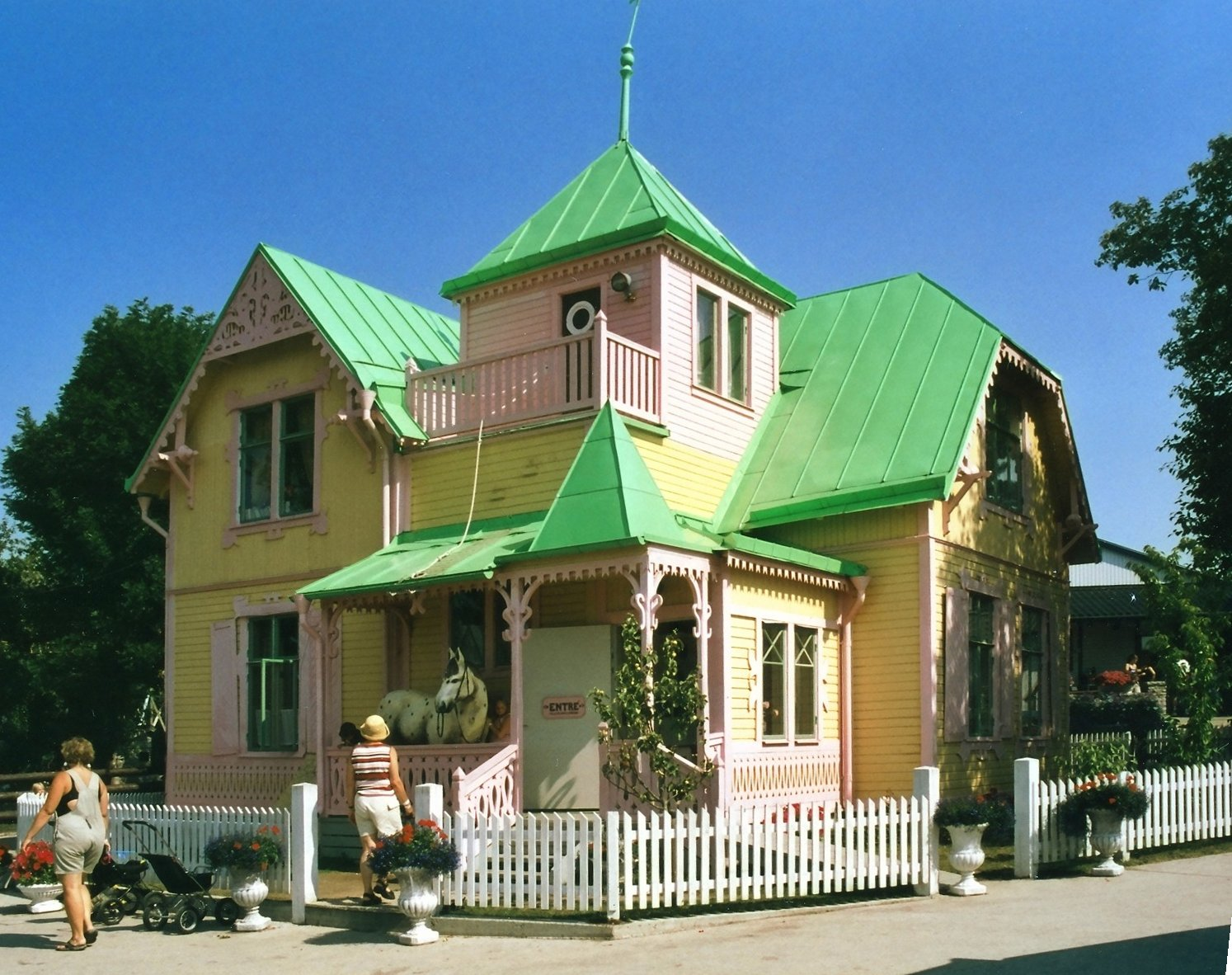
Villa Kakelbont, het huis waar Pippi woont

Pippi Langkous (Zweeds: Pippi Långstrump) is de naam van een jeugdroman – en van de hoofdpersoon daarin – van de Zweedse schrijfster Astrid Lindgren. Het is ook de naam van de afgeleide televisieserie, films, tekenfilmserie en musical.
Het eerste boek is uitgegeven in 1945. Astrid Lindgren verzon verhalen voor haar dochter Karin, die zo goed in de smaak vielen dat Lindgren besloot ze op te schrijven en voor publicatie aan te bieden.

## Inhoud
De roman draait om een vrijgevochten jong meisje, Pippi (voluit Pippilotta Victualia Rolgordijna Kruizemunta Efraïmsdochter) Langkous. Ze woont samen met haar aapje, meneer Nilsson, en haar Knabstrupper paard Kleine Witje in Villa Kakelbont, tot groot ongenoegen van de morele voorhoede in het stadje, die vindt dat het gezin de basis van gezond opgroeien vormt en dat een kind niet alleen hoort te zijn, zelfs al wil het kind dat zelf. Pippi is immens rijk, ze betaalt altijd met goudstukken, en haar schat trekt behoorlijk wat criminele elementen aan, die Pippi echter altijd weet af te slaan, want ze is beresterk. Met haar vriendjes Tommy en Annika beleeft ze allerlei avonturen.
Pippi's moeder woont in de hemel en haar vader, Efraïm Langkous, is piratenhoofdman en koning van het eiland Taka-Tukaland. Bovendien is hij schatrijk en bijna even sterk als zijn dochter.
De serie die in 1969 op televisie kwam – en later ook de films – bereikte een wereldwijde populariteit. De hoofdrol in zowel de televisieserie als in de films werd gespeeld door Inger Nilsson. Voor de Nederlandse uitgaven werd de stem ingesproken door Paula Majoor.

## Boeken en verhalen

### Romans
De volgende volledige boeken zijn verschenen:
- Pippi Långstrump (Stockholm, 1945) – Pippi Langkous (ook: Pippi Langkous komt thuis). Het originele manuscript van dit eerste deel uit 1944, dat destijds was afgewezen door een uitgever, is postuum uitgegeven onder de titel Ur Pippi (2007). Deze originele versie is niet in het Nederlands vertaald.
- Pippi Långstrump går ombord (Stockholm, 1946) – Pippi Langkous gaat aan boord
- Pippi Långstrump i Söderhavet (Stockholm, 1948) – Pippi Langkous in Taka-Tukaland

### Korte verhalen
Later verschenen de volgende (korte) verhalen en liedjesbundels:
- Känner du Pippi Långstrump? (Stockholm, 1947) – Ken je Pippi Langkous? (Rubinstein 1979 – prentenboek). Een verkorte versie, door Astrid Lindgren zelf, van het eerste boek, speciaal voor de allerjongsten.
- Pippi Långstrump i Humlegården (Stockholm, 1949) – Pippi in het park (niet in het Nederlands vertaald kort verhaal). Dit is in 1949 ter gelegenheid van de Dag van het Kind (14 mei) uitgebracht in tweekleurendruk. Het verhaal werd na herontdekking opnieuw uitgebracht, ditmaal in kleur.
- Sjung med Pippi Långstrump (Stockholm, 1949) – Zing met Pippi Langkous (niet in het Nederlands vertaald verhaal met liedjes). Het boekje is later niet meer herdrukt. Wel is in 2005 onder de titel Pippi Långstrumps visor een bewerkte versie verschenen, met daarin onder meer enkele van de liedjes. Enkele andere boekjes met losse liedjes zijn: Sommaren är min en Här kommer Pippi Långstrump.
- Pippi Långstrump firar jul (Stockholm, 1949) – Pippi en de dansende kerstboom (Ploegsma 2004 – kort verhaal met tekeningen van Annet Schaap). Het verhaal van de dansende kerstboom werd in 2002 herontdekt.[1]
- Pippi Långstrump delar ut solkulor (Sigfrid Fiellander Reclam, 1949) - Pippi deelt zonnebloemen uit (niet in het Nederlands vertaald verhaal waarin reclame wordt gemaakt voor het bedrijf Ferrosan). Met tekeningen van Ingrid Vang Nyman.
- Pippi Långstrump har julgransplundring (Stockholm, 1950) – Het kerstboomfeest van Pippi (Ploegsma 2014 – novelle). Het verhaal over het kerstboomplunderen gaat over een Zweedse traditie: na kerst wordt het aftuigen van de kerstboom gevierd. Pippi nodigt de kinderen uit de buurt uit voor een feest in haar villa. Met tekeningen van Ingrid Vang Nyman.
- På rymmen med Pippi Långstrump (Stockholm, 1971) – Op stap met Pippi Langkous (Ploegsma 2013 – verhaal gebaseerd op het filmscenario Pippi zet de boel op stelten). Lindgren schreef dit verhaal speciaal voor de vierde speelfilm met Inger Nilsson.
- Assar Bubbla eller Det var nära ögat att det inte blev någon bok om Pippi Långstrump (Stockholm, 1986) – Assar Bubbla, of Hoe het boek over Pippi Langkous bijna verloren was gegaan (Ploegsma 1988 – kort verhaal).

### Toneelstukken
- Pippi Långstrumps liv och leverne (gepubliceerd in Sex pjäser för barn och ungdom, Stockholm, 1950; herdruk 1959) – (niet in het Nederlands vertaald toneelstuk in vier akten).
- Jul hos Pippi Långstrump (gepubliceerd in Pjäser för barn och ungdom, andra samlingen, Stockholm, 1968) – Kerstmis met Pippi Langkous (niet in het Nederlands vertaald toneelstuk in één akte).

### Stripverhalen
In 1957 introduceerde het Zweedse kindertijdschrift Klumpe Dumpe een Pippistrip. Astrid Lindgren schreef de teksten en Ingrid Vang Nyman (tot haar dood in 1959) de illustraties. Een gedeelte van deze verhalen verscheen reeds in 1957 in boekvorm onder de titel Här kommer Pippi Långstrump (Hier komt Pippi Langkous). In 1969 begon een publicatie van alle strips in zes boeken:
- Pippi flyttar in (1969) – Pippi verhuist naar Villa Kakelbont (2011)
- Pippi ordnar allt (1969) – Pippi weet altijd raad (2012)
- Pippi håller kalas (1970) – Pippi viert feest (2012)
- Pippi är starkast i världen (1970) – Pippi is altijd de sterkste (2011)
- Pippi vill inte bli stor (1971) – Pippi is geweldig
- Pippi går till sjöss (1971) – Pippi gaat varen

In 2010 werden de strips gerestaureerd en verzameld in drie boeken opnieuw uitgegeven. De eerste heruitgave met twaalf verhalen uit Pippi verhuist naar Villa Kakelbont en Pippi is altijd de sterkste is in 2011 ook in het Nederlands verschenen onder de laatstgenoemde titel; deel 2 (met de bundels 2 en 3) is in 2012 verschenen onder de titel Pippi kan alles en durft alles. In de Donald Duck werden in de jaren zeventig ook Pippi Langkousstripverhalen afgedrukt.

### Overige uitgaven
Er zijn diverse bloemlezingen uitgebracht met daarin losse hoofdstukken uit bovengenoemde boeken. Enkele Nederlandstalige voorbeelden: Pippi is jarig, Pippi gaat op reis, Feest in Villa Kakelbont en Pippi gaat (niet) naar school.
De in het Nederlands vertaalde verhalen van Pippi zijn tenzij anders vermeld verschenen bij Uitgeverij Ploegsma.

## Films en televisieseries
Er zijn vele films en televisieseries van Pippi Langkous gemaakt.

### Eerste verfilming
De eerste verfilming, een zwart-witfilm die gedraaid werd in 1949, was gebaseerd op de drie romans, maar met verschillende wijzigingen. Pippi werd gespeeld door Viveca Serlachius en de regie was in handen van Per Gunvall. De première was op 20 oktober 1950.

### Shirley Temple's Storybook (1961)
Op 8 januari 1961 werd in de Amerikaanse tv-reeks Shirley Temple's Storybook een bewerking uitgezonden van Pippi Langkous. Pippi werd deze keer gespeeld door Gina Gillespie. De film volgt in grote lijnen de boeken.

### De televisieseries en films met Inger Nilsson

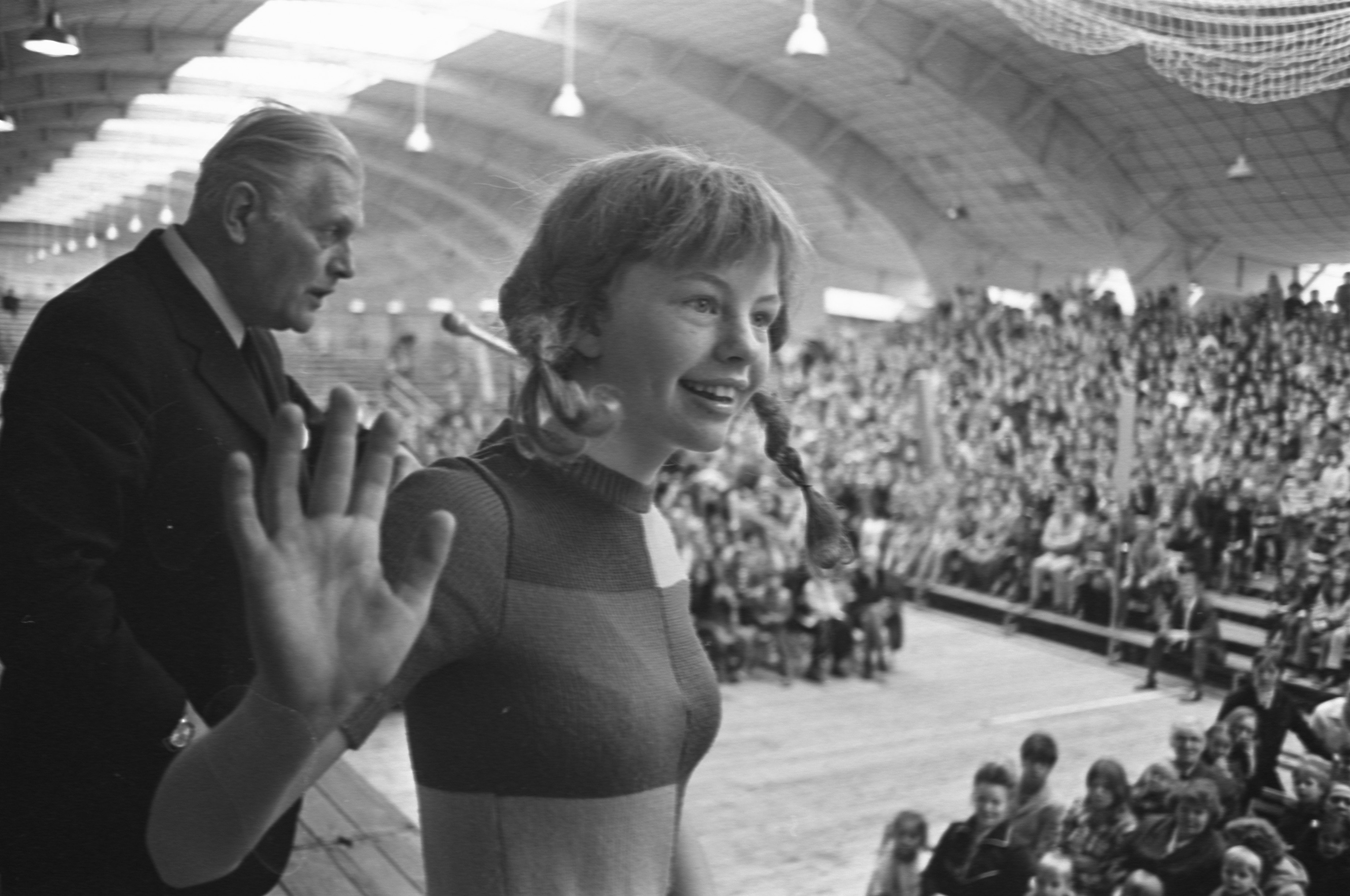
Inger Nilsson als Pippi Langkous op 12-jarige leeftijd tijdens een optreden in Amsterdam in 1972

Pippi Langkous (originele titel: Pippi Långstrump) is een Zweeds/Duitse televisieserie gebaseerd op de boekenserie van Astrid Lindgren. De serie werd grotendeels opgenomen in Zweden en begon met een seizoen van 13 afleveringen, waarvan de eerste voor het eerst werd uitgezonden op 8 februari 1969. De rol van Pippi Langkous werd gespeeld door Inger Nilsson. Na afloop van het eerste seizoen werd de serie verwerkt tot twee langspeelfilms die in 1969 in de bioscoop verschenen: Pippi Langkous en Pippi gaat van boord. Deze films kregen in 1970 twee vervolgfilms: Pippi in Taka-Tukaland en Pippi zet de boel op stelten. Deze films werden vervolgens bewerkt tot acht afleveringen die in 1970 en 1971 werden uitgezonden als tweede seizoen van de televisieserie, die daarmee van 1969 tot 1971 liep.
In Nederland werd de televisieserie op één aflevering na voor het eerst in 1972 door de NOS uitgezonden. Paula Majoor sprak destijds de Nederlandse stem van Pippi in. Wim Povel was verantwoordelijk voor de nasynchronisatie van deze televisieserie en bijhorende films in het Nederlands.
Rond dezelfde tijd (1971) bestonden er ook plannen voor een Japanse bewerking, door Hayao Miyazaki. Uiteindelijk ging het project niet door, omdat Astrid Lindgren geen toestemming gaf.

### De Russische bewerking (1982)
Mosfilm television heeft in 1982 de film Peppi Dlinnyychulok uitgebracht. De productie was in handen van Margaret Mikalan, de regie in handen van Michail Bojarski, Lev Durov en Tatiana Vasilieva. Pippi werd gespeeld door Svetlana Stupak en haar zangstem was van Svetlana Stepchenko.

### De ABC Weekend Special TV special (1985)
In 1985 speelde Carrie Kei Heim de hoofdrol in een tweedelige ABC Weekend Special, onder de titel Pippi Langkous. De regie was van Colin Chilvers, De uitzendingen waren op 2 en 9 november 1985.

### De nieuwe avonturen van Pippi Langkous (1988)
Columbia Pictures bracht in 1988 een speelfilm uit onder de titel De nieuwe avonturen van Pippi Langkous, onder regie van de Britse regisseur Ken Annakin, met Tami Erin als Pippi, Cory Crow als Annika en David Seaman als Tommy, John Schuck en Dick Van Patten speelden ondersteunende rollen. Hoewel de titel nieuwe verhalen suggereert, betreft het slechts een bewerking van de bestaande verhalen.

### De tekenfilms van Pippi
In 1971 hadden de Japanse filmmakers Hayao Miyazaki en Isao Takahata serieuze plannen voor het maken van een animefilm over Pippi. Het project ging niet door omdat Astrid Lindgren geen toestemming gaf. Er bestaan enkel een aantal concepttekeningen van.
Door Nelvana werd in 1997 wel een tekenfilm van Pippi uitgebracht, in de jaren erna gevolgd door een televisieserie van twee keer 13 afleveringen. De film is een bewerking van het oorspronkelijke verhaal, maar in de tv-afleveringen komen ook echt nieuwe avonturen voor. In 2000 zijn drie opeenvolgende, samenhangende afleveringen samengevoegd tot een nieuwe tekenfilm met de titel Pippi's avonturen op de Zuidzee. Zie voor een overzicht van de afleveringen Pippi Langkous (animatieserie).

## Toneel en musical
Astrid Lindgren schreef eind jaren vijftig en zestig enkele toneelstukken (zie "toneelstukken" onder Boeken en verhalen).
In 1998 schreef Ivo de Wijs een musical gebaseerd op het personage Pippi met muziek van Ronny Mosuse. De regie was in handen van Lulu Aertgeerts. De hoofdrol werd vertolkt door Mieke Laureys. Ook Tom de Hoog en Hilde Vanhulle speelden mee. De voorpremière vond plaats in de Arenbergschouwburg in Antwerpen op 21 augustus 1998.
In 2004 werd deze opnieuw uitgevoerd, voorzien van nieuwe muziek van de hand van Ronny Mosuse. In België werd de rol van Pippi vertolkt door Veerle Baetens waarvoor zij in 2005 de John Kraaijkamp Musical Award in de categorie Beste Vrouwelijke Hoofdrol in een Kleine Musical Productie ontving. Deze productie ontving ook de Vlaamse Musicalprijs voor onder meer beste regie in datzelfde jaar. In 2009 ging een vervolg in première "Pippi zet de boel op stelten!", geschreven en geregisseerd door Stany Crets met muziek van Ronny Mosuse en liedjesteksten van Ivo de Wijs.
Studio 100 kocht in 2008 het Duitse mediabedrijf EM.Entertainment en dus is het programma nu in handen van Studio 100. Sinds het najaar 2009 is het te zien op vtmKzoom.

## Pippi in andere talen
| Afrikaans                       | | Pippi Langkous |
| Albanees                        | Pipi Çorapegjata |                |
| Arabisch                        | جنان ذات الجورب الطويل (Jinane dat al-jurb taweel)                                                                                         |                |
| Baskisch                        | Pipi Galtzaluze |                |
| Bulgaars                        | Пипи Дългото Чорапче (Pipi Dlgoto Tsjoraptsje)                                                                                             |                |
| Catalaans                       | Pippi Mitgesllargues |                |
| Chinees                         | 长袜子皮皮 (Changwazi Pipi) |                |
| Deens                           | Pippi Langstrømpe |                |
| Duits                           | Pippi Langstrumpf |                |
| Engels                          | Pippi Longstocking |                |
| Esperanto                       | Pipi Ŝtrumpolonga |                |
| Estisch                         | Pipi Pikksukk |                |
| Faeröers                        | Pippi Langsokkur |                |
| Fins                            | Peppi Pitkätossu |                |
| Frans                           | Fifi Brindacier (letterlijk: Fifi Staalstaart. Omdat 'faire pipi' in het Frans 'een plas doen' betekent, is de naam Pippi niet acceptabel) |                |
| Galicisch                       | Pippi Mediaslongas |                |
| Georgisch                       | პეპი მაღალიწინდა (Pepi Magalitsinda) of პეპი გრძელიწინდა (Pepi Grdzelitsinda)                                                              |                |
| Grieks                          | Πίπη Φακιδομύτη (Pipe Phakidomyte, letterlijk: Pippi, het meisje met de sproetenneus)                                                      |                |
| Hebreeuws                       | בילבי בת-גרב" (Bilbi Bat-Gerev), in oude vertalingen גילגי (Gilgi)                                                                         |                |
| Hindi                           | Pippi Lambemoze |                |
| Hongaars                        | Harisnyás Pippi |                |
| Iers                            | Pippi Fhad-stocainneach |                |
| IJslands                        | Lína Langsokkur |                |
| Indonesisch                     | Pippi Si Kaus Kaki Panjang |                |
| Italiaans                       | Pippi Calzelunghe |                |
| Japans                          | 長靴下のピッピ (Nagakutsushita no Pippi)                                                                                                   |                |
| Jiddisch                        | פּיפּפּי לאָנגסטאָקקינג (Pippi Longstocking) |                |
| Koerdisch                       | Pippi-Ya Goredirey |                |
| Koreaans                        | 말괄량이 소녀 삐삐 (Malgwallyang'i Sonyŏ Ppippi)                                                                                           |                |
| Kroatisch                       | Pipi Duga Čarapa |                |
| Lets                            | Pepija Garzeķe |                |
| Litouws                         | Pepė Ilgakojinė |                |
| Macedonisch                     | Пипи долгиот чорап |                |
| Noors                           | Pippi Langstrømpe |                |
| Oekraïens                       | Пеппі Довгапанчоха (Peppi Dovhapantsjocha)                                                                                                 |                |
| Perzisch                        | پیپی جوراببلنده (Pipi Joorab-Bolandeh) |                |
| Pools                           | Pippi Pończoszanka of Fizia Pończoszanka                                                                                                   |                |
| Portugees                       | Píppi Meialonga (Brazilië), Pipi das Meias Altas (Portugal)                                                                                |                |
| Roemeens                        | Pippi Şoseţica |                |
| Russisch                        | Пеппи Длинный Чулок (Peppi Dlinny Tsjoelok) of Пеппи Длинныйчулок (Peppi Dlinnytsjoelok)                                                   |                |
| Servisch, Kroatisch en Bosnisch | Pipi Duga Čarapa / Пипи Дуга Чарапа |                |
| Singalees                       | දිගමේස්දානලාගේ පිප්පි (Digamasedaanalaagee Pippi)                                                                                                   |                |
| Slowaaks                        | Pipi Dlhá Pančucha |                |
| Sloveens                        | Pika Nogavička |                |
| Spaans                          | Pipi Calzaslargas (Spanje), Pippi Mediaslargas of Pepita Mediaslargas (Latijns-Amerika)                                                    |                |
| Thai                            | ปิ๊ปปี้ ถุงเท้ายาว (Pippi Thung-Taow Yaow) |                |
| Tsjechisch                      | Pipi Dlouhá Punčocha |                |
| Turks                           | Pippi Uzunçorap |                |
| Vietnamees                      | Pippi Tất Dài |                |
| Welsh                           | Pippi Hosan-hir |                |
| Westerlauwers Fries             | Pippi Langkous |                |
| Wit-Russisch                    | Піпі Доўгаяпанчоха (Pipi Dowgajapantsjocha)                                                                                                |                |
| Zweeds                          | Pippi Långstrump |                |

## Varia
- Ontdekkingsreizigster en onderneemster Aina Cederblom wordt de Pippi Langkous van haar tijd genoemd.[3]
- Aan Pippi Langkous is een beroemde maar foutieve uitspraak toegeschreven: "Ik heb het nog nooit gedaan, dus ik denk dat ik het wel kan!" Hoewel veel terug te vinden als uitspraak van Pippi, heeft Astrid Lindgren die niet bedacht.[4]